# René Schützenberger

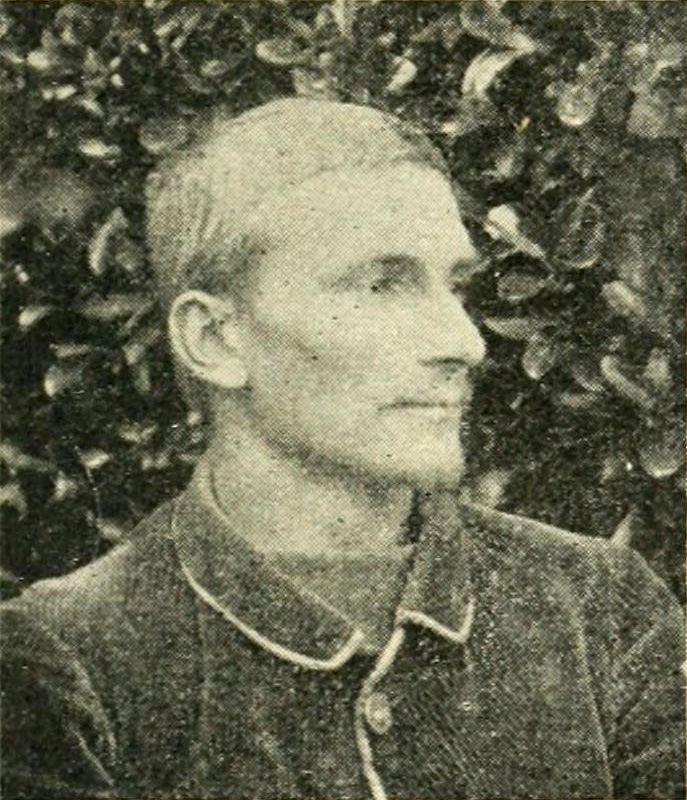
René Schützenberger (um 1897)

René Schützenberger (* 29. Juli 1860 in Mülhausen im Oberelsass; † 31. Dezember 1916 in Paris) war ein französischer Maler.

## Leben
Er entstammte einer elsässischen Familie, welche die gleichnamige Bierbrauerei Schützenberger gründete. Sein Vater war der bekannte Chemiker Paul Schützenberger (1829–1897); sein Cousin war der Maler Louis Frédéric Schützenberger (1825–1903). René Schützenberger studierte bei Jean-Paul Laurens Malerei an der Académie Julian in Paris. Ab 1889 stellte er am 1881 in Paris gegründeten Salon des artistes français aus. Ab 1902 waren seine Werke am jährlich stattfindenden Salon des indépendants zu begutachten und ab 1907 war er Mitglied der Société nationale des beaux-arts. Er wurde 1897 vom Salon des artistes français und 1900 an der Pariser Weltausstellung von 1900 geehrt.
Schützenberger schuf hauptsächlich Frauenakte, aber auch Porträts, Genrebilder und Landschaften. Sein Werk ist vom Post-Impressionismus und von der Künstlergruppe der Nabis beeinflusst.

## Bilder

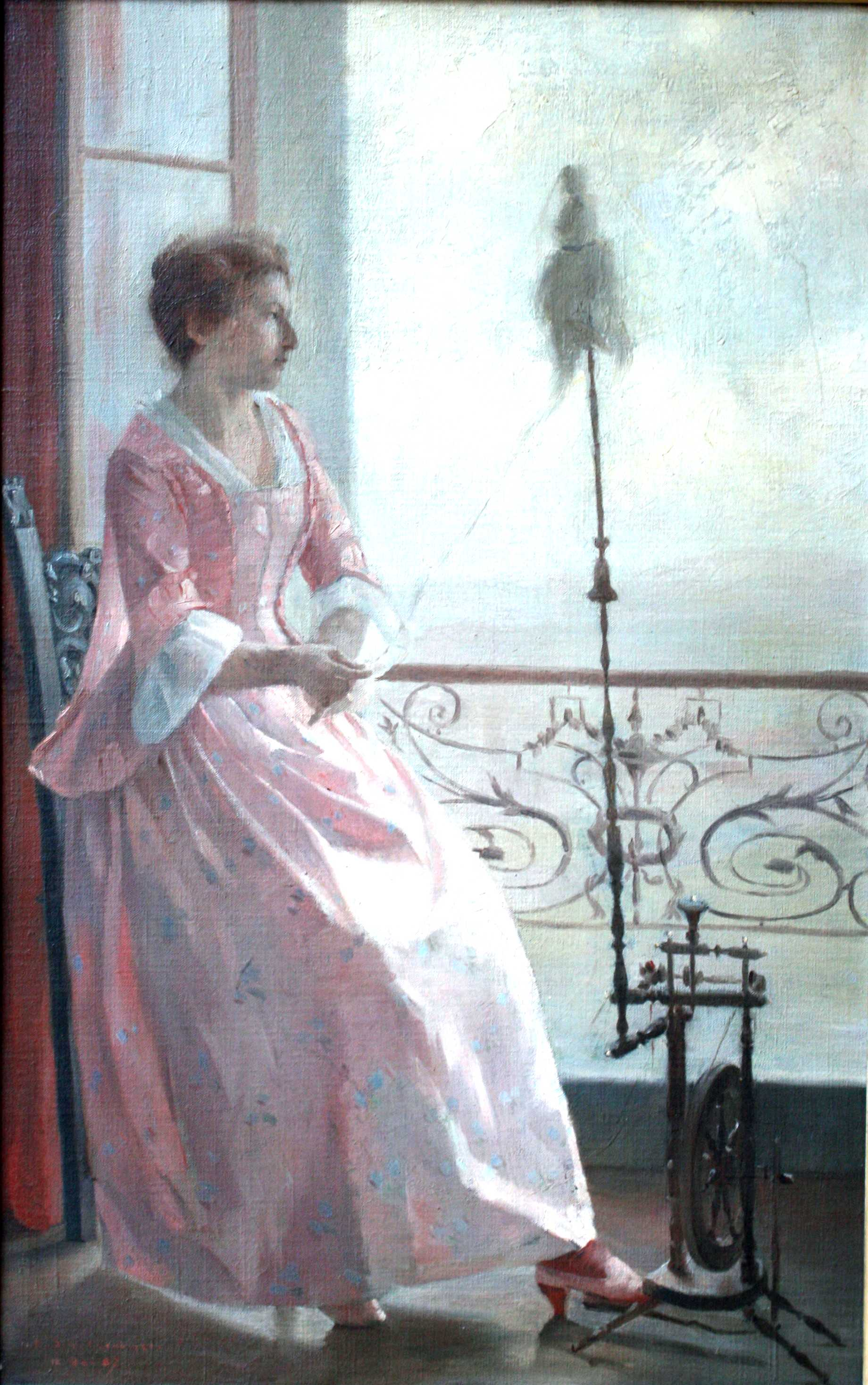
À côté de la fenêtre (‚Am Fenster‘, 1887)
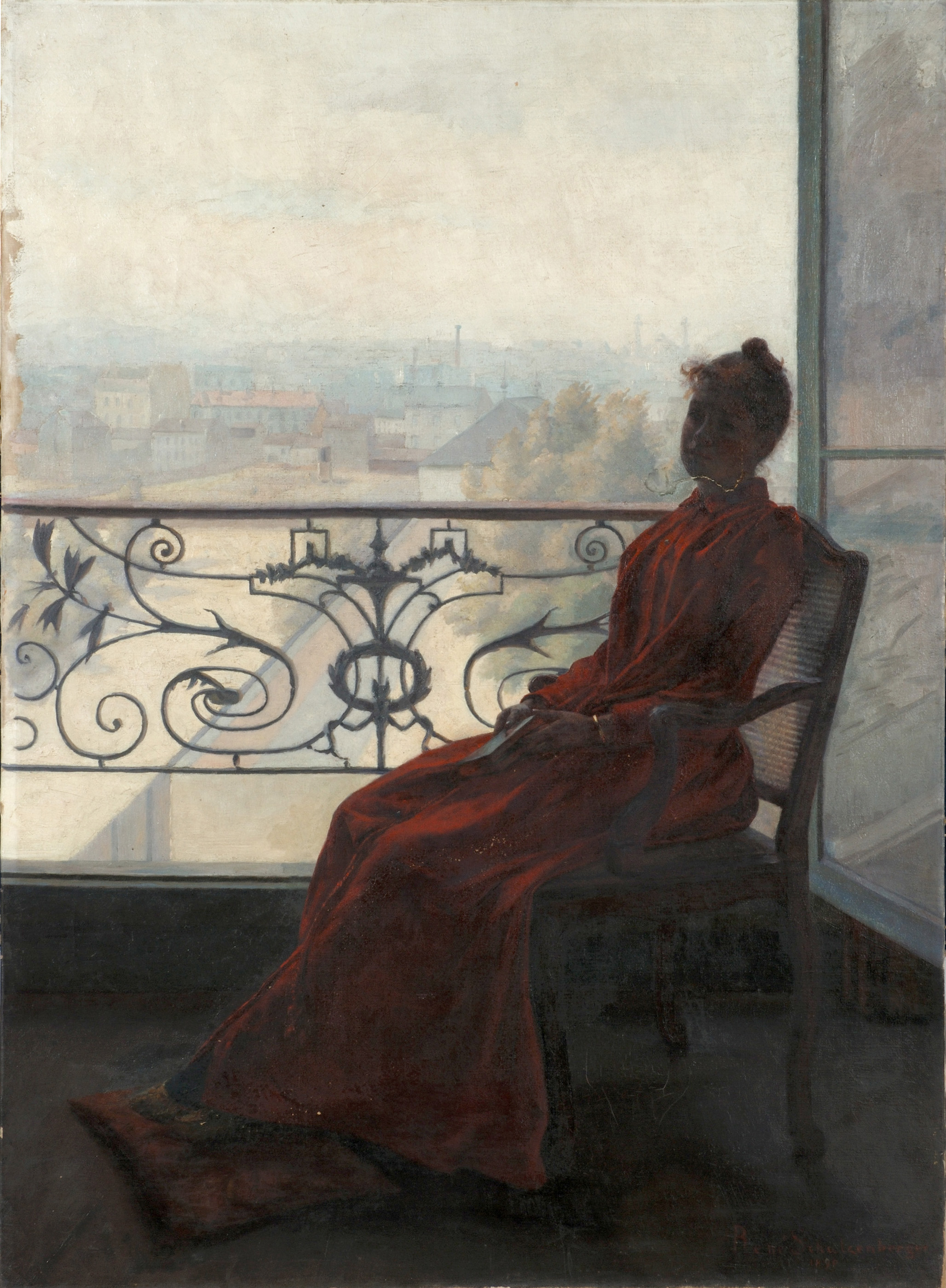
Liseuse à la fenêtre (‚Lesende am Fenster‘, 1890)
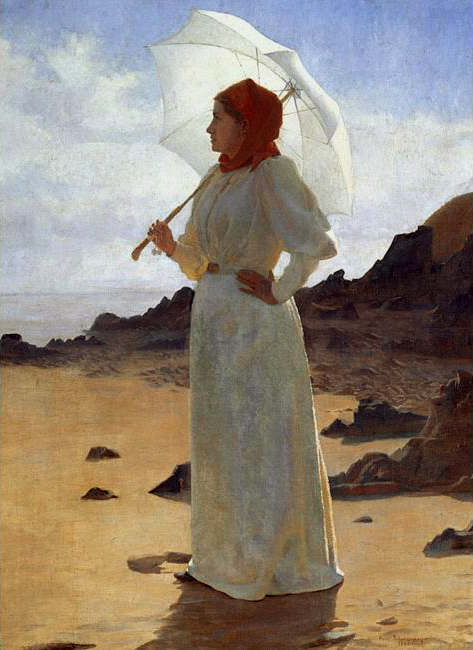
La Femme en blanc (‚Frau in weiss‘, 1895)
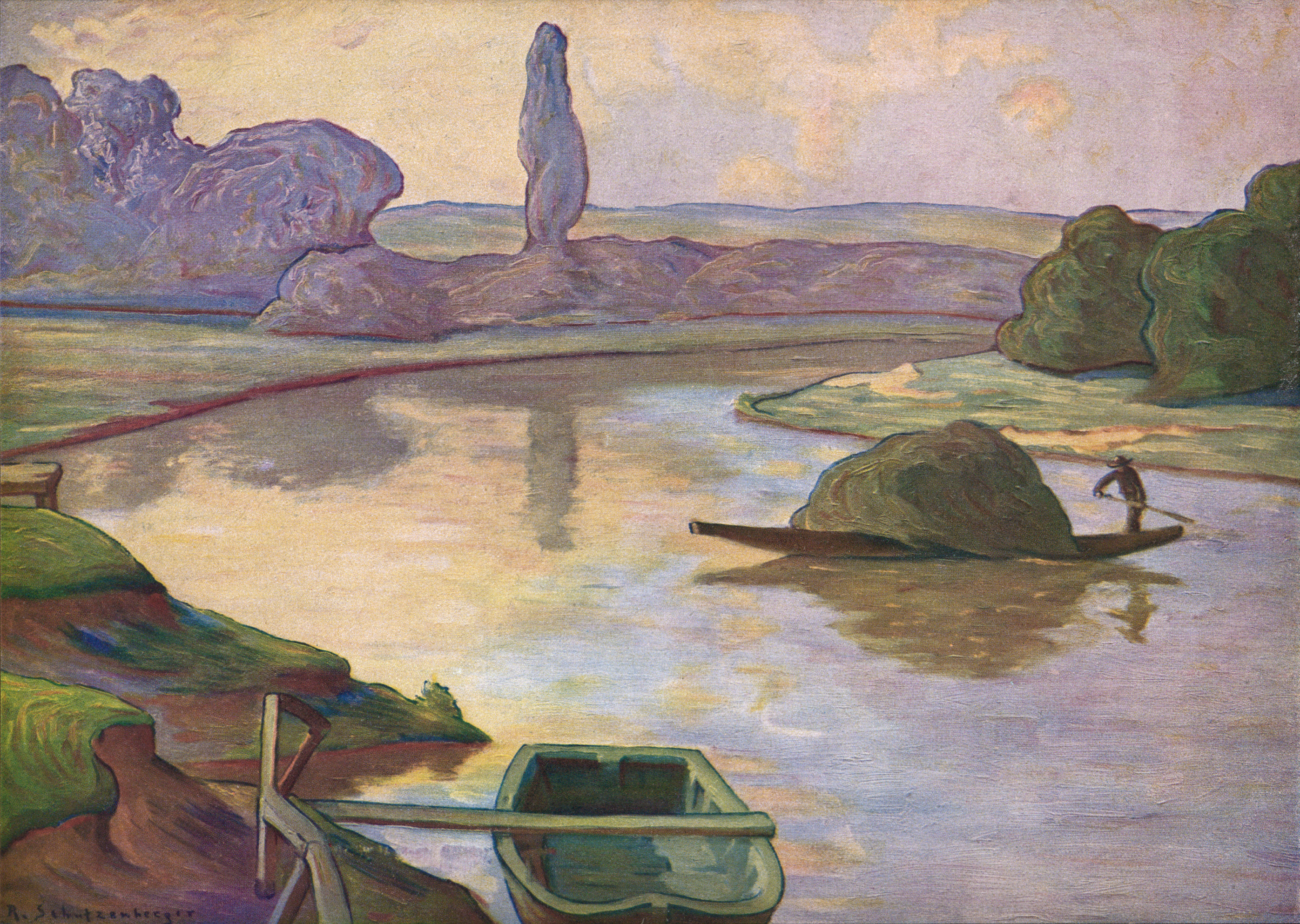
Inseln am Rhein bei Straßburg (1916)
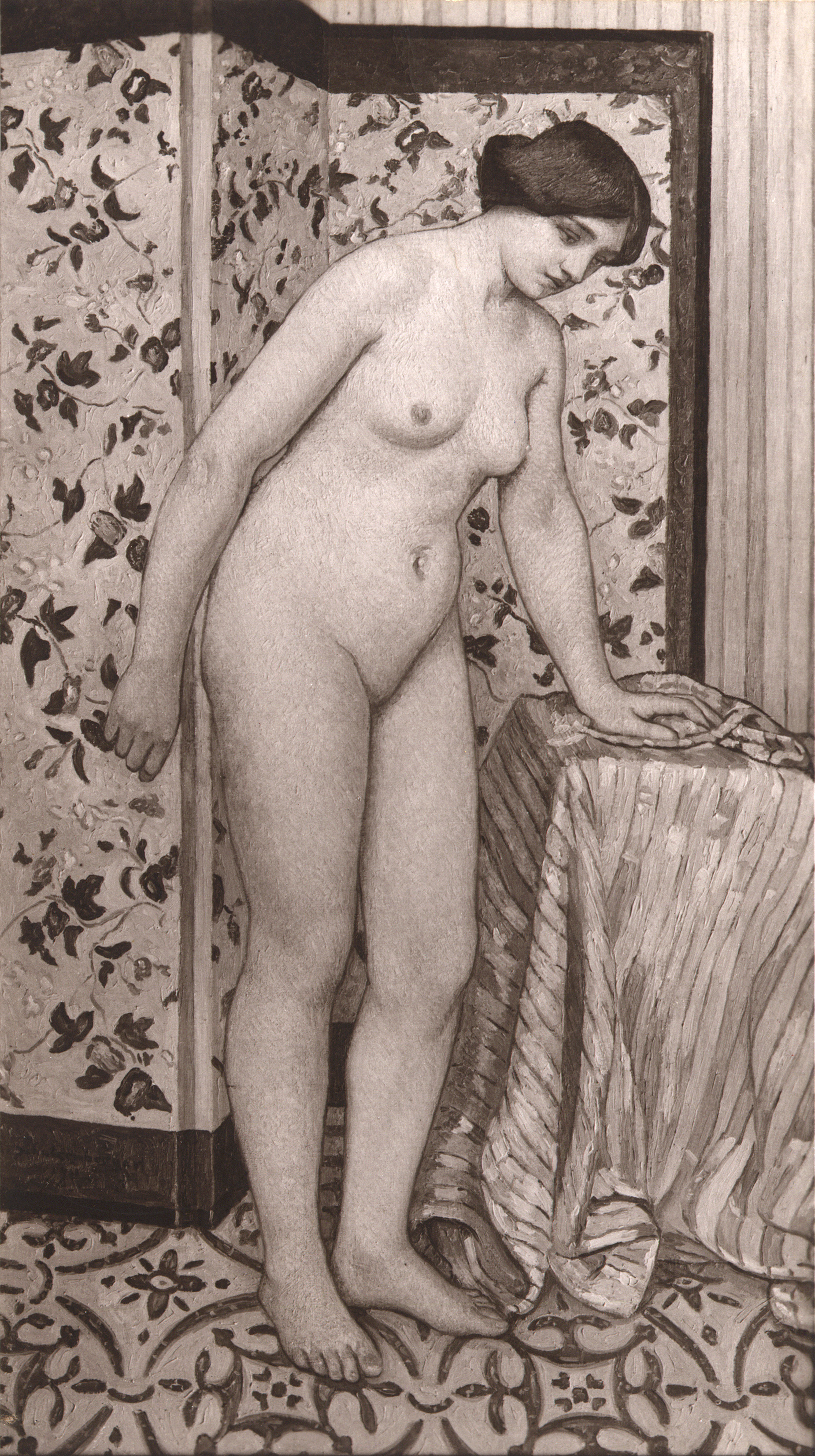
Le Paravent fleuri (‚Geblümter Wandschirm‘, 1911)
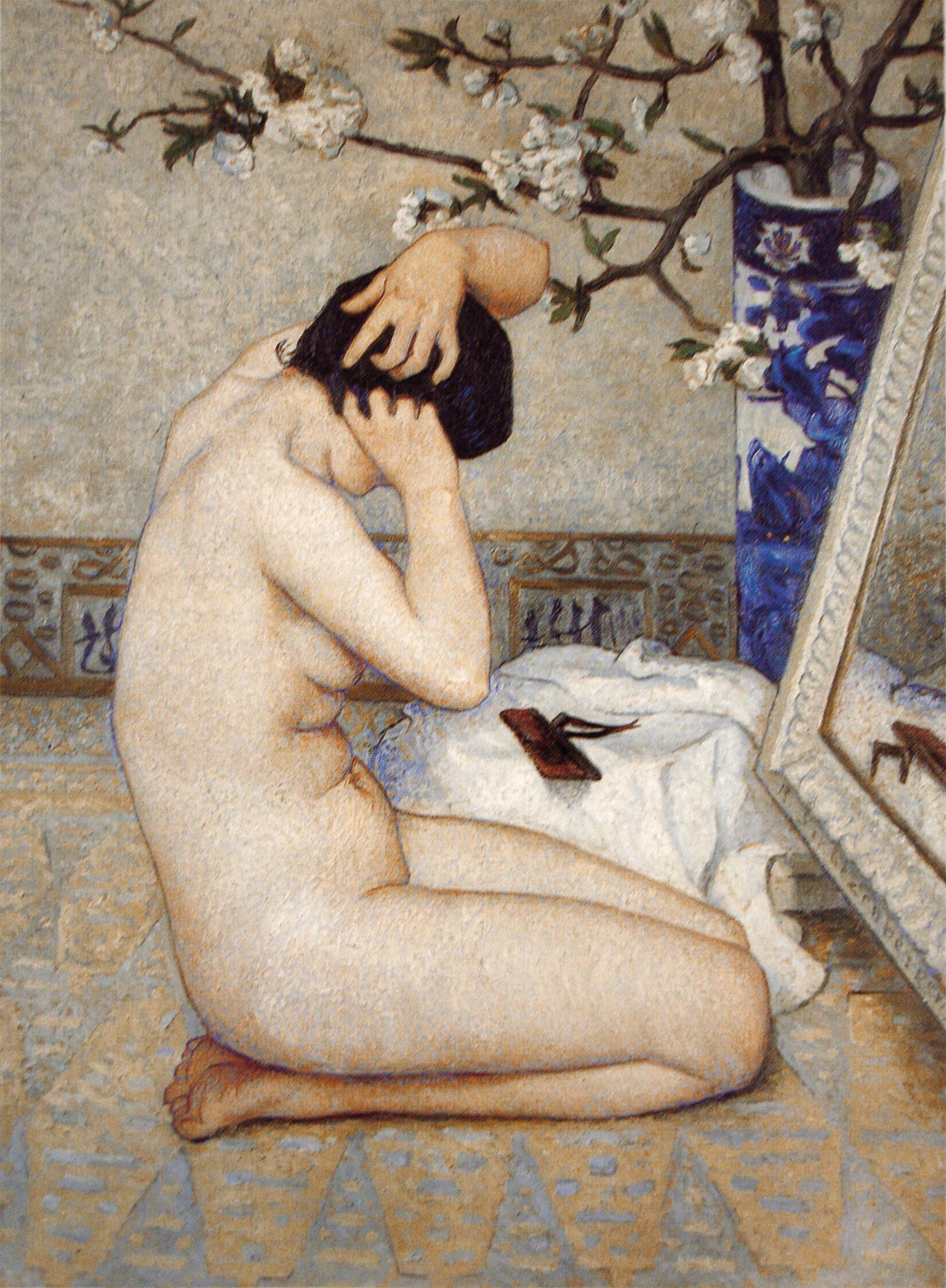
La Coiffure (1911)
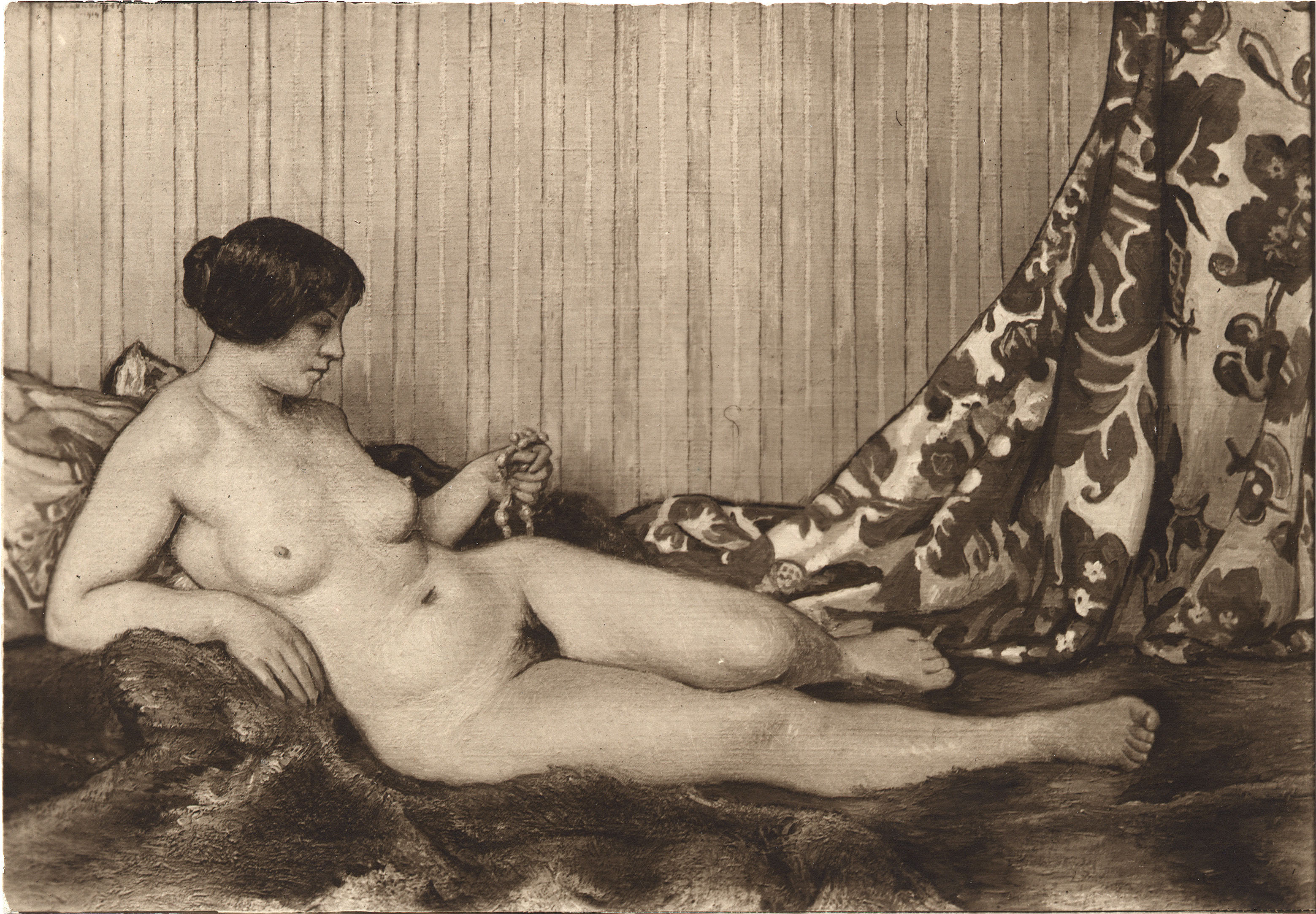
Le Collier de Jade (‚Jadehalskette‘, 1914)
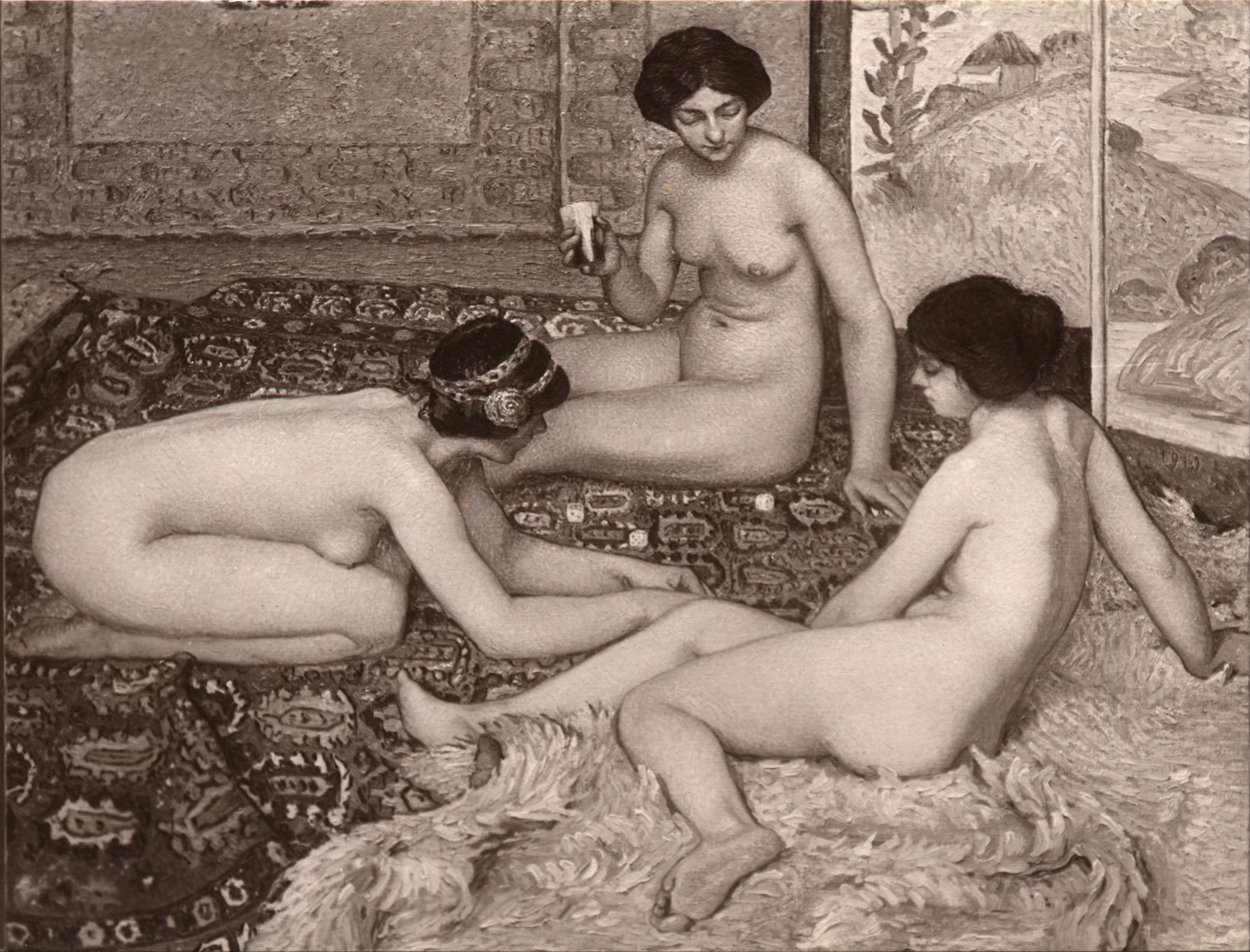
La Partie de Dés (‚Würfelspiel‘, 1910)